# ويليام فيتزجيرالد (سياسي)
ويليام فيتزجيرالد هو محامي وقاضي وسياسي أمريكي، ولد في 6 أغسطس 1799 في بورت توباكو فيليج في الولايات المتحدة، وتوفي في 1 مارس 1864 في باريس في الولايات المتحدة. نشط حزبياً في الحزب الديمقراطي. وقد انتخب عضو مجلس النواب الأمريكي ‏.